# Pedro Ramiro López
Pedro Ramiro López IVE (ur. 12 września 1978 w San Rafael) – argentyński duchowny rzymskokatolicki, zakonnik, superior misji „sui iuris” Tadżykistanu od 2013.

## Życiorys
Urodził się 12 września 1978 w San Rafael. Po ukończeniu szkoły średniej w 1995 zdecydował się na wstąpienie do argentyńskiego Instytutu Słowa Wcielonego – zajmującego się prowadzeniem misji katolickich oraz podjął studia teologiczne w seminarium duchownym. 15 września 2002 roku złożył wieczystą profesję, a rok później 29 sierpnia 2003 otrzymał święcenia kapłańskie. Przez pewien czas był wikariuszem w parafii pw. św. Maksymiliana Kolbego w swoim rodzinnym mieście. 
W lutym 2004 roku został skierowany jako misjonarz do Tadżykistanu.
19 września 2013 został mianowany przez papieża Franciszka przełożonym Misji „sui iuris” Tadżykistanu.
1 marca 2019 wziął udział w wizycie Ad limina apostolorum w Watykanie z papieżem Franciszkiem wraz z biskupami Kazachstanu, oraz przedstawicielami Kościoła z Azji środkowej.